# 石川富康
石川 富康（いしかわ とみやす、1936年11月12日 - 2019年10月8日）は、日本の登山家。

## 概要
1936年愛知県生まれ。20歳代から本格的に登山を始め、日本山岳会、愛知学院大学岳士山岳会に所属。
50歳以上のメンバーで8000m級の山に挑戦しようという会「シルバータートル」（田部井淳子や渡邊玉枝も所属）に参加し、1991年55歳で初めての8000m峰チョ・オユーの登頂に成功する。以後エベレストに2回登頂、8000m峰5座に6回登頂した。
2002年5月エベレストに登頂し、世界最高齢記録を更新(65歳176日)、ギネスブックに認定された。2008年1月南極大陸最高峰ヴィンソン・マシフに登頂し、7大陸最高峰登頂を達成、世界最高齢記録を更新(71歳59日)、ギネスブックに認定された。
元穂高スポーツ代表取締役、愛知県山岳連盟会長。

## 経歴
- 1936年11月22日 - 愛知県に生まれる。
- 1991年9月28日 - チョ・オユー[西壁](8,188m/チベット)登頂。(シルバータートル隊:石川富康,渡辺玉枝,池田錦重,根津完一)[2]
- 1994年5月13日 - エベレスト[南東稜](8,488m/ネパール)登頂。（愛知学院大学隊:鈴木晴彦,熱田渉,石川富康）
- 1994年10月1日 - ダウラギリ(8,167m/ネパール)登頂。(シルバータトル隊:石川富康,小西政継,渡辺玉枝,池田錦重)[3]
- 1996年9月27日 - マナスル(8,156m/ネパール)登頂。3日後同じ隊の小西政継が登頂後遭難死。(シルバータートル隊:石川富康,小西政継/登稜会隊:三村雅彦,杉山敏康,有川博章)
- 1998年7月22日 - ガッシャーブルムII峰(8,035m/パキスタン)登頂。(シルバータートル隊:石川富康,森山勇,村口徳行,根津完一,渡邊玉枝,米山悟)
- 2002年5月17日 - エベレスト[北稜](8,488m/ネパール)登頂。世界最高齢記録更新(65歳176日)。（桐生山岳会隊:宮崎勉,石川富康)
- 2003年6月23日 - マッキンリー(6,194m/アメリカ)登頂。
- 2005年8月23日 - エルブルース(5,642m/ロシア)登頂。
- 2006年1月7日 - アコンカグア(6,962m/アルゼンチン)登頂。
- 2007年5月13日 - カルステンツ・ピラミッド(5,030m/インドネシア)登頂。
- 2007年9月10日 - キリマンジャロ(5,895m/ケニア)登頂。
- 2008年1月21日 - ヴィンソン・マシフ(4,897m/南極大陸)登頂。七大大陸最高峰登頂達成。

## エピソード
- 南極地域の環境の保護に関する法律の定めにより、南極に行くには環境省への届出・探検計画の申請が必要となっている。2008年1月28日に日本人女性として初めて歩いて南極点に到達した登山家続素美代、2008年1月21日に南極最高峰のヴィンソン・マシフに登頂し7大陸最高峰登頂を達成した石川富康は、この事前届け出をしていなかったためそれぞれ環境省から事情聴取を受けた。2人とも「海外の代理店に任せており、法律を知らなかった」と反省した。同省環境保全対策課は「南極を守るための法律で、2人には講演活動などを通じ、取り決めの意義を周知してもらえれば」と話し、罰金などは科さず厳重注意処分とした。

## 著書
- 石川富康著「五十歳からのヒマラヤ」(1996/5,山と渓谷社) ISBN 978-4635170895

## 関連書籍
- 小西政継『山と晴天』(1998/4,中央公論社) ISBN 978-4122031203
- 佐瀬稔『残された山靴』(1999/6,山と渓谷社) ISBN 978-4635171380 (2010/11/1,ヤマケイ文庫) ISBN 978-4635047234
- 小西郁子『小西さんちの家族登山』(1999/9,山と渓谷社) ISBN 978-4635171489
- 長尾三郎『激しすぎる夢』(2001/9,山と渓谷社) ISBN 978-4635340175